# Серце Парми (фестиваль)
Серце Парми — фестиваль, що проходив у Пермській області, поблизу міста Чердинь у 2006–2009 роках. За створенням цього фестивалю стоїть письменник Олексій Іванов — автору однойменного роману «Серце Парми», що поетизує й міфологізує цей регіон. За словами самого письменника:

Туризм та рольові ігри — це і є суть фестивалю "Серце Парми ". Влізти в атмосферу епохи можна якраз тоді, коли ти стоїш на полі колишньої битви, зарослому травою, і навколо така сама спека, як п'ятсот років тому, ті самі ліси й гори, та сама тяжкість кольчуги, дзвін меча і захопливе відчуття масштабів. 

## Передісторія
У XV початку XVI століття територія північного Прикам'я, що входила до складу історичної області Перм Велика, була залежним від Москви князівством. Воно зазнавало набігів казанських татар і пелимських мансів. У 1505 році великий московський князь ліквідував автономію князівства і призначив у Перм Велику свого намісника Василя Ковра. Поступово Чердинь занепала і на початку XXI століття була невеликим містом з населенням приблизно 6 тис. осіб. На території Чердинського району на початку XXI століття проживало менше ніж 30 тис. жителів, водночас їхня кількість щороку зменшувалася. Інтерес до Великопермського князівства виник, коли у 2003 році вийшов роман письменника Олексія Іванова «Серце Парми або Чердинь — княгиня гір». У цьому романі описуються події другої половини XV століття, пов'язані з підкоренням Пермі Великої та набігами на Прикам'я пелимських мансів. Завдяки роману Чердинь здобула всеросійську популярність — у 2005 році місцевий краєзнавчий музей відвідало не менше 30 тис. людей.

## Організатори та фінансування
Організаторами першого фестивалю були Центр культурних проєктів «Серце Парми» та адміністрація Чердинського району. З 2007 року фестиваль фінансувався з бюджету Пермського краю. Фестиваль проходив протягом 3-х днів у липні на трьох майданчиках: музичний, ярмарок народних промислів та рольові ігри. Фестиваль «Серце Парми» залучив у Чердинський район безліч туристів, посприяв виникненню в місті першого представництва вишу, а також виділенню коштів і волонтерів на реставрацію та ремонт пам'яток Чердинського району.
У 2010 році через конфлікт із владою Пермського краю Олексій Іванов оголосив про припинення фестивалю, всупереч на обіцянку крайового Міністерства виділити на його проведення кошти. Але того самого 2010 року фестиваль відбувся і відтоді його проводить влада Пермського краю під назвою «Поклик Парми», але вже без участі Олексія Іванова.
Надалі фестивалі проходили щорічно, проте у 2010 році після затяжного конфлікту з Міністерством культури Пермського краю Олексій Іванов заявив про закриття фестивалю. Фестиваль так і не став фінансово самоокупним — цей факт підтвердив у 2009 році його директор Ілля Вількевич.

## Ідея та зміст фестивалю
Ідейною основою фестивалю став роман О. Іванова «Серце Парми». Перший фестиваль 2006 року організатори бачили як історико-літературний. Надалі фестиваль анонсували як «музичний», «етнічний» та «ландшафтний». Сам Іванов спрямовував фестиваль на залучення туристів і рольові ігри.
На фестивалі 2006 року вже була тенденція до відходу від роману Іванова. До 2010 року фестиваль уже зовсім відійшов від роману і тому відмова Іванова від нього майже не вплинула на ідейну сутність заходу. У 2010 році на першому фестивалі «Поклик Парми» про роман рідко хто згадував.

## Перший фестиваль (2006 рік)
Організаторами першого фестивалю були продюсери Олексія Іванова Юлія Зайцева та Ілля Вількевич. Останній був учнем Іванова, коли письменник ще вчителював у школі. Перший фестиваль відбувся в селищі Камгорт поблизу Чердині 11-13 серпня 2006 року. У фестивальних заходах, а також виступах фольклорних колективів та майстер-класів старовинних ремесел узяли участь майже 400 осіб, які приїхали з Пермі, Наробі, Солікамська, Добрянки, Чердині, Березняків, Харкова, Сиктивкара, Москви та Санкт-Петербурга.
На думку критиків, «на першому фестивалі було багато зовнішнього антуражу — музики, нічних багать, зброї, танців, смолоскипів, коней і недостатнього занурення в історико-географічну атмосферу місця й самого іванівського роману».
Організувати перший фестиваль допомогли адміністрація Чердинського району, туристична фірма «Чердинь-тур», а також Пермський державний університет, який надав волонтерів.

## Фестивалі 2007—2009 років
У 2007 році фестиваль пройшов знову. У підготовці майданчика фестивалю брали участь волонтери не тільки з Росії, але й з інших країн (США, Данії та Ісландії). Фестиваль відвідали майже 800 охочих.
У 2008 році фестиваль пройшов за підтримки крайового Міністерства культури та масових комунікацій, а також УніКредитБанку. У ньому взяли участь 20 творчих колективів (музичних і клубів рольових ігор), а також 30 майстрів народних промислів. Фестиваль відвідали приблизно 1,5 тис. осіб. Його також відвідав Олексій Іванов де провів два дні. На фестивалі, що проходив з 18 по 20 липня 2008 року вперше з'явилася сцена.
У 2009 році фестиваль проходив протягом трьох днів і його відвідали (за даними організаторів) майже 8 тис. осіб (за іншими даними -  4 тис.). Так він став велелюднішим, ніж попередні. На фестивалі побував відомий художник Н. Поліський. Фестиваль як і раніше проходив на трьох майданчиках:
- музичний — виступ 10 музичних гуртів у стилі фолкмузики, зокрема гурту «Калинів міст»;

- іподром (рольові ігри) — клуби з Єкатеринбурга, Іжевська, Тюмені, Кірова та інших міст;

- ярмарковий — торгівля виробами народних промислів, конкурси.

## Конфлікт Іванова з Пермською владою та закриття фестивалю «Серце Парми»
У 2009 році між письменником і пермською владою стався конфлікт, що проявився на фестивалі 2009 року — на нього Іванов не приїхав, пояснивши свою відсутність особистим протестом. Цей конфлікт пов'язаний з невдоволенням Іванова та частини пермської інтелігенції діяльністю в краї московського галериста Марата Гельмана, якого крайова влада зробила директором музею, а також лауреатом Строганівської премії. Крім того, фестиваль «Серце Парми» у 2009 році провели люди, яких одне з приміських ЗМІ назвало «діти Марата». Олексію Іванову вони не особливо подобалися. Наприклад, одним з організаторів «Серця Парми» — 2009 була директорка фестивалю «Жива Перм», проти якої виступав Іванов. Інший організатор фестивалю Ілля Вількевич був присутнім на врученні Гельману Строганівської премії.
Проблеми з фестивалем «Серце Парми» були також пов'язані з конфліктом навколо проєкту Іванова «Перм як текст», виконавцем якого була «Ліга юних журналістів». Ним керував той самий Вількевич. Цей проєкт фінансувався з регіонального бюджету мав складатися з 12 книг (вийшли 9), кожна з яких мала містити твори приміських письменників. За словами О. Іванова авторам текстів (а також коректорам) не заплатили за роботу. Проти заступника крайового міністра культури порушили кримінальну справу через збитки бюджету, які він завдав під час реалізації цього проєкту. Уже на початку 2010 року від Іванова було розіслано по ЗМІ відкритий лист, в якому письменник заявив: «уже рік тому я побачив, що Вількевич краде, і вигнав його з моєї роботи».
У 2010 році крайове Міністерство культури, молодіжної політики та масових комунікацій запропонувало Іванову кошти на проведення фестивалю, але той відмовив. Через це продюсерка письменника Юлія Зайцева заявила, що «некоректно» брати гроші на цей проєкт, поки «мінкульт не розв'язав проблему з іншим проєктом Олексія Іванова „Перм як текст“». Зайцева уточнила, що коли Міністерство виконає зобов'язання за проєктом «Перм як текст», то наступного 2011 року фестиваль відновлять. Водночас Зайцева визнала, що без коштів від міністерства провести фестиваль неможливо.
Організатора «Серця Парми» Ілля Вількевича в серпні 2010 року затримали та проти нього порушили кримінальну справу за звинуваченням у шахрайстві через розкрадання коштів проєкту «Перм як текст» (у грудні 2011 року частину звинувачень з нього зняли, а ведення кримінальної справи зрештою припинили через закінчення строку давності).

## Вплив фестивалю на розвиток Чердинського району
Фестиваль мав великий вплив на розвиток Чердинського району. Унаслідок проведення фестивалю:
- виникла найвища установа в Чердині для підготовки фахівців із соціально-культурного сервісу та туризму. У 2007 році за підтримки УніКредитБанку в Чердині з'явилося представництво Солікамського державного педагогічного інституту, яке почало готувати в місті фахівців цієї кваліфікації;

- відремонтовано та відреставровано історичні пам'ятники Чердинського району у 2007—2009 роках на кошти державного бюджету. Крім того, уже в липні 2007 року діяв молодіжний волонтерський табір «Серце Парми», учасники якого (зокрема й іноземці) відновлювали історичні пам'ятники району в селах Вільгорт і Покча;

- збільшилася кількість відвідувачів у Чердинському краєзнавчому музеї з 43,8 тис. осіб у 2006 році до 55,3 тис. осіб у 2009 році.

## Відновлення фестивалю під назвою «Поклик Парми»
Після відмови Іванова від проведення фестивалю міністр культури, молодіжної політики і масових комунікацій Б. Мільграмм зауважив, що «Парма поміняє Серце» і уточнив, що фестиваль «буде і буде теж пармою, оскільки все відбувається в Пармі — це точно. „Серця Парми“ — немає, оскільки ця назва, як авторська, належить Іванову, але буде інша Парма». Як наслідок було створено фестиваль «Поклик Парми», який за своєю структурою та змістом майже копіював фестиваль «Серце Парми». Як і «Серце Парми» новий фестиваль проходив біля села Камгорт і тільки у 2016 році його перенесли в околиці села Серегово ближче до Чердині. Уже у 2010 році цей фестиваль відвідало набагато більше людей, ніж останній «Серце Парми» у 2009 році.
Філологиня А. С. Підлісних, яка захистила кандидатську дисертацію на основі творчості Олексія Іванова, зазначила, що змінилося не тільки керівництво фестивалю, воно відмовилося від «геопоетичних знаків і символів, пов'язаних з романом».